# Vionnaz
Vionnaz és un municipi del cantó suís del Valais, situat al districte de Monthey.

## Toponímia
El z final no serveix més que per marcar la paraula plana i no hauria de ser pronunciada; a la seva llengua d'origen, s'escriu Viona.

## Situació
La comuna de Vionnaz es troba entre la de Collombey-Muraz i Vouvry. Aquesta ciutat també fa frontera amb l'Alta Savoia durant 5 quilòmetres, especialment al seu punt més alt, el Tour de Don (1998 m). Vionnaz és un poble de més de 2.600 habitants, situat al Baix Valais i construït sobre el con al·luvial del torrent Greffaz. La ciutat s'estén a la plana, però també a diversos pobles de la muntanya, com ara: Beffeux, Bonne Annee, Le Chêne, Les Crosats i els pobles de Mayen, Revereulaz, Torgon i La Jorette .

## Història
Tradicionalment construïdes amb fusta i pedra, molt juntes, les cases eren objectius fàcils del foc. Així, diversos sinistres destructors van assolar els pobles de la ciutat. El foc del 20 d'agost de 1800 que va tocar Vionnaz i durant el qual part de les campanes de l'església van quedar distorsionades per la calor. El 1929, el poble de Torgon es va veure afectat al seu torn per un incendi provocat per un llamp el 24 de juliol. De les 19 cases del poble, 16 van ser completament destruïdes. També destacar la destrucció del poble de Mayen, la nit del 14 de novembre de 1946. El poble es va reconstruir del 1946 al 1948 amb l'ajut dels confederats.